# Japonismus
Japonismus je označení pro jev přijímání japonských vlivů do evropské kultury, který zavedl už v 70. letech 19. století francouzský historik umění Philippe Burty. Existuje názor, že japonský dřevořez měl na evropské moderní umění stejný vliv jako kdysi antika na renesanci.

## Původ

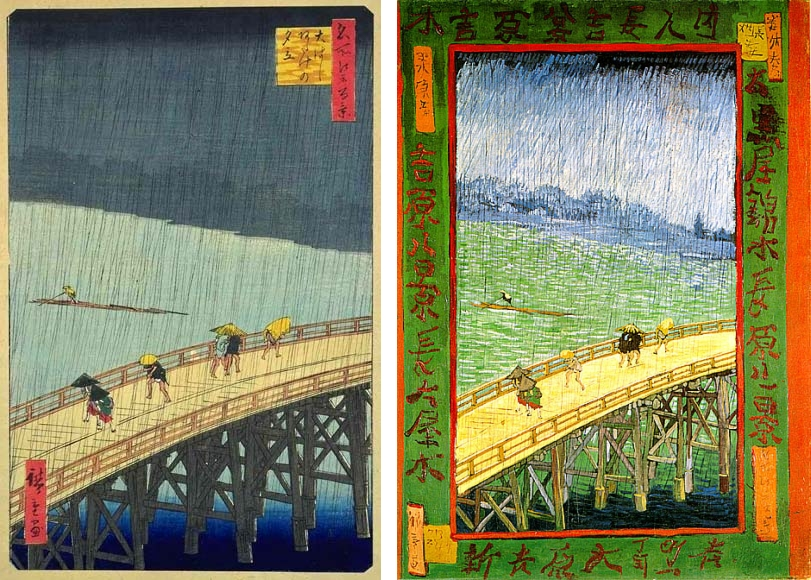
van Gogh inspirovaný Hirošigem

Zájem o Japonsko, jeho životní styl a umění se v Evropě datuje od pařížské světové výstavy 1867. Japonské dřevořezy se začaly do Francie dovážet ve velkém a vzbudily zájem malířů, kteří se později stali vůdčími postavami moderních tendencí ve výtvarném umění. Vincent van Gogh kopíroval v roce 1887 dva Hirošigeho obrazy: Kvetoucí švestkový strom a Most v dešti. Svého přítele Émila Zolu namaloval Edouard Manet v roce 1868 s japonským dřevorytem na zdi v pozadí a se spisem, v němž hájí Manetovu inklinaci k japonismu, v rukou. Od poloviny 60. let je Manetova inspirace japonskými dřevořezy, zejména pokud jde o uplatnění světlé barevnosti, nesporná. Velkým ctitelem japonského umění ukijo-e, usilujícího o zachycení prchavého okamžiku, byl Claude Monet. U svého domu v Giverny vybudoval zahradu s japonským mostem a interiér obytných místností zdobily desítky dřevořezů od Hirošigeho a dalších japonských autorů. Snad nejvíce ovlivnil Hirošige Jamese Whistlera, amerického malíře žijícího v Paříži a Londýně. Whistler se podílel zásadním způsobem na přijetí japonismu v Anglii.